# Jean-Baptiste Bécœur
Jean-Baptiste Bécœur est un pharmacien et un ornithologue français, né le 16 avril 1718 à Metz et mort le 16 septembre 1777.

## Biographie
Son père, François Bécœur, est apothicaire, sa mère, Anne Vaucremont, fille de médecin. Il étudie la pharmacie auprès de son père puis en Allemagne, et enfin à Paris où il suit les cours de Jussieu, avec lequel il se lie d’amitié. Il revient à Metz. Il y reprend l’officine d’un vieil apothicaire que sa religion oblige à quitter la France.
Il s’intéresse d’abord à la philosophie et aux mathématiques avant de se consacrer à l’histoire naturelle. Il étudie les insectes et les oiseaux. Pour ces derniers, les techniques de conservation de son époque étaient bien médiocres. Bécœur met alors au point une méthode qui préserve les dépouilles d’oiseaux de l’attaque des insectes nécrophages. Il communique des oiseaux ainsi préparés au Muséum national d'histoire naturelle, ce qui lui vaut les louanges de Buffon. Il tente plusieurs fois, mais sans succès, de devenir préparateur au Muséum.
Sa méthode de conservation, à base d’arsenic, a été heureusement connue des préparateurs du Muséum et popularisée en 1830 sous le nom de recette de Bécœur. Elle a permis de révolutionner la conservation des oiseaux et par là l’ornithologie. Le « savon de Bécœur », composé d'arsenic blanc, de camphre, de chaux, de carbonate de potassium et de savon de Marseille, sera interdit, au grand regret de ses inconditionnels utilisateurs, en 1960.
Bécœur a eu notamment pour élève François Levaillant, qui a joué un rôle considérable dans l’établissement de l’ornithologie française. L'immense collection de Bécœur a été achetée par le duc des Deux-Ponts pour le cabinet de curiosités de son château de Karlsburg, détruit par les sans-culottes en 1793.

## Sources
- Maurice Boubier, L’Évolution de l’ornithologie, Alcan, coll. « Nouvelle collection scientifique », Paris, 1925.
- (en) Barbara Mearns et Richard Mearns, The Bird Collectors, Academic Press, Sand Diego et Londres, 1998, xvi + 472 p.  (ISBN 0-12-487440-1).
- (en) Michael Walters, A Concise History of Ornithology, Yale University Press, New Haven, 2003, 255 p.  (ISBN 0-300-09073-0).

## Référence
1. ↑  E. Fleur, « Quelques mots sur Bécœur », Bulletin de la Société d'histoire de la pharmacie, vol. 14, n° 50, 1926, p. 230. (Texte intégral sur Persée. Consulté le 29 septembre 2011.)
2. ↑  Daudin, 1800. Traité élémentaire et complet d'ornithologie.